# Serge Berstein
Pour les articles homonymes, voir Berstein.
Serge Berstein, né le 18 octobre 1934 à Paris, est un historien français. Il est spécialiste du radicalisme en France et de la Troisième République.

## Biographie

### Jeunesse et études
Serge Berstein est reçu à l'agrégation d'histoire en 1960. 
Il soutient ensuite sa thèse d’État sur Le parti républicain-radical et radical socialiste en France de 1919 à 1939 en 1976, à l'université Paris-Nanterre, sous la direction de René Rémond.
Il est l'époux de Gisèle Berstein (1932-2024), également historienne.

### Parcours professionnel
Dans une première partie de sa carrière, Serge Berstein est professeur dans l'enseignement secondaire, au lycée d'Antony, entre 1966 et 1968. Il est ensuite maître-assistant à l'université Paris-Nanterre.
Il enseigne à l'Institut d'études politiques de Paris dont il est professeur émérite. Il est également chercheur associé au Centre d'histoire de Sciences Po, dont il est l'un des fondateurs, en 1984, avec Pierre Milza.
Membre des conseils scientifiques de la Fondation Charles-de-Gaulle et de l'Institut François-Mitterrand, il est l'auteur de nombreux ouvrages de synthèse historique sur la France contemporaine, ainsi que des manuels dans la collection « Initial », chez Hatier, en collaboration avec Pierre Milza.
Il est président d'honneur de la Société d'histoire moderne et contemporaine.

## Publications

### Ouvrages
- Le 6 février 1934 (choix de textes réunis et présentés par Serge Berstein), Paris, Gallimard, Julliard, coll. « Archives » (no 59), 1975, 257 p. (ISBN 2-07-029319-X, présentation en ligne).
- Histoire du Parti radical, vol. 1 : La recherche de l'âge d'or, 1919-1926, Paris, Presses de la Fondation nationale des sciences politiques, 1980, 486 p. (ISBN 2-7246-0437-7, présentation en ligne).
- En collaboration avec Pierre Milza, Le fascisme italien. 1919-1945, Paris, Le Seuil, 1980.
- Histoire du Parti radical, vol. 2 : Crise du radicalisme, 1926-1939, Paris, Presses de la Fondation nationale des sciences politiques, 1982, 666 p. (ISBN 2-7246-0461-X).
- Édouard Herriot ou la République en personne, Paris, Presses de la Fondation nationale des sciences politiques, 1985, 327 p. (ISBN 2-7246-0520-9, présentation en ligne).
- En collaboration avec Jean-Jacques Becker, Histoire de l’anticommunisme en France. Tome 1 : 1917-1940, Paris, Olivier Orban, 1987.
- La France des années trente, Paris, Armand Colin, « Cursus », 1988.
- Nouvelle histoire de la France contemporaine, t. 17 : La France de l'expansion : 1, La République gaullienne, 1958-1969, Paris, Éditions du Seuil, coll. « Points. Histoire » (no 117), 1989, 375 p. (ISBN 2-02-010408-3, présentation en ligne).
- En collaboration avec Jean-Jacques Becker, Victoire et frustrations, 1914-1929, Paris, Le Seuil, 1990.
- En collaboration avec Pierre Milza, L’Allemagne 1870-1991, Paris : Masson, 1992 ; collection « Un siècle d'histoire ».
- Démocraties, régimes autoritaires et totalitarismes au XXe siècle. Pour une histoire politique comparée du monde développé, Paris, Hachette, « Carré histoire », 1992, 253 p.
- La République sur le fil. Entretiens avec Jean Lebrun, Paris, Textuel, 1998.
- Histoire du gaullisme, Paris, Éditions Perrin, 2001, 568 p. (ISBN 2-262-01155-9, présentation en ligne). Réédition : Histoire du gaullisme, Paris, Éditions Perrin, coll. « Tempus » (no 22), 2002, 574 p., poche (ISBN 2-262-01965-7).
- Léon Blum, Paris, Fayard, 2006, 835 p. (ISBN 2-213-63042-9, présentation en ligne), [présentation en ligne].
- Léon Blum et le socialisme, De Vive Voix, Paris, 2010.
- Avec Pierre Milza : Histoire du XXe siècle en quatre tomes (1900-1945, 1945-1973, 1973-1990 et 1990 à nos jours), coll. Initial.
- Avec Pierre Milza : Dictionnaire historique des fascismes et du nazisme, Bruxelles, André Versaille, 2010.

### Direction d'ouvrages
- Serge Berstein (dir.) et Odile Rudelle (dir.), Le modèle républicain, PUF, 1992.
- Serge Berstein (dir.), La Démocratie libérale, Paris, PUF, 1998, 950 p.
- Serge Berstein (dir.), Les Cultures politiques en France, Paris, Le Seuil, « L’Univers historique », 1999.
- Serge Berstein (dir.), Pierre Milza (dir.) et Jean-Louis Bianco (dir.), Les années Mitterrand, les années du changement, 1981-1984, Paris, Perrin, 2001, 973 p. (ISBN 2-262-01732-8, présentation en ligne)Titre de couverture : François Mitterrand, les années du changement. 1981-1984. Actes du colloque « Changer la vie, les années Mitterrand 1981-1984 » organisé les 14, 15 et 16 janvier 1999 par le Centre d'histoire de l'Europe du XXe siècle et l'Institut François-Mitterrand. Ce colloque a bénéficié de l'ouverture des archives de l'Élysée et du témoignage de la plupart des protagonistes.
- Serge Berstein (dir.) et Michel Winock (dir.), Histoire de la France politique, vol. 3 : L'invention de la démocratie, 1789-1914, Paris, Éditions du Seuil, coll. « L'Univers historique », 2002, 513 p. (ISBN 2-02-033250-7). Réédition : Serge Berstein (dir.) et Michel Winock (dir.), Histoire de la France politique, vol. 3 : La monarchie entre Renaissance et Révolution, 1515-1792, Paris, Éditions du Seuil, coll. « Points. Histoire » (no H369), 2008, 620 p., poche (ISBN 978-2-7578-0226-7).
- Serge Berstein (dir.) et Michel Winock (dir.), Histoire de la France politique, vol. 4 : La République recommencée de 1914 à nos jours, Paris, Éditions du Seuil, coll. « L'Univers historique », 2004, 597 p. (ISBN 2-02-033251-5). Réédition : Serge Berstein (dir.) et Michel Winock (dir.), Histoire de la France politique, vol. 4 : La République recommencée de 1914 à nos jours, Paris, Éditions du Seuil, coll. « Points. Histoire » (no H370), 2008, 740 p., poche (ISBN 978-2-7578-0227-4).
- Serge Berstein (dir.) et Marcel Ruby (dir.), Un siècle de radicalisme, Villeneuve-d'Ascq, Presses universitaires du Septentrion, coll. « Histoire et civilisations », 2004, 287 p. (ISBN 2-85939-814-7, lire en ligne).
- Serge Berstein (dir.), Pierre Milza (dir.) et Jean-François Sirinelli (dir.), Michel Debré, Premier ministre (1959-1962), PUF, 2005.
- Serge Berstein (dir.) et Michel Winock (dir.) (préf. Jean-Noël Jeanneney), Fascisme français ? : La controverse, Paris, CNRS Éditions, 2014, 256 p. (ISBN 978-2-271-08310-4, présentation en ligne), [présentation en ligne], [présentation en ligne].
- Serge Berstein (dir.), Ils ont fait la paix : le Traité de Versailles vu de France et d'ailleurs, Paris, Les Arènes, 2018, 408 p. (ISBN 978-2-35204-920-3, présentation en ligne).

## Distinctions

### Décorations
- Officier de la Légion d'honneur (31 décembre 2003)[6], Chevalier le (3 juin 1993)
- Officier de l'ordre national du Mérite

### Récompense
- Prix Charles-Aubert d'histoire 2019 de l’Académie des sciences morales et politiques[7]